# Batalla del Nudo de Paramillo
La batalla del Nudo de Paramillo fue una serie de combates del Conflicto armado interno de Colombia que enfrentaron a las Autodefensas Unidas de Colombia (AUC) y tropas del Ejército Nacional contra 4 frentes de las Fuerzas Armadas Revolucionarias de Colombia- Ejército del Pueblo (FARC-EP) y un frente del Ejército de Liberación Nacional (ELN) en los corregimientos de Juan José del municipio de Puerto Libertador y Tierradentro municipio de Montelíbano, al sur del departamento de Córdoba, entre el 19 y el 23 de junio de 1999. En esta región se ubicaba uno de los cuarteles generales de las Autodefensas de Carlos Castaño, por lo que la incursión buscaba golpear la propia retaguardia de dicha organización armada ilegal. Inicialmente el ataque que se saldó con la muerte de más de 80 personas, permitió a la guerrilla apoderarse por unos días de la región, pero ante la contraofensiva de las tropas oficiales debieron retroceder nuevamente a sus bases en el Cañón de La Llorona.

## Antecedentes
Para mediados de 1999, el Bloque Noroccidental de las FARC-EP se enfrentaba a la arremetida paramilitar, tratando de recuperar la estratégica región del Urabá, pérdida en junio de 1998. Allí, la guerrilla había ejecutado una serie de ataques en los últimos meses, que si bien habían causado decenas de bajas al Ejército Nacional no habían permitido recuperar ese territorio, firmemente controlado por las AUC. 
El comando del Bloque Noroccidental en manos de Efraín Guzmán e Iván Márquez, decidió atacar la propia retaguardia de las AUC en el Nudo de Paramillo al sur del departamento de Córdoba. Para ello se destinaron cerca de 700 hombres y mujeres pertenecientes a 3 frentes: 5, 18 y 58, que saldrían del Cañón de La Llorona en Antioquia, mientras un frente del ELN, el Compañero Tomás, avanzaría desde el Bajo Cauca antioqueño para apoyar la operación.

## Desarrollo

### Incursión Guerrillera
El sábado 19 de junio de 1999, luego de varios días de movilización, cerca de 700 subversivos de las FARC-EP y el ELN, se tomaron por asalto los corregimientos de Juan José (jurisdicción de Puerto Libertador) y Tierradentro (jurisdicción de Montelíbano, Córdoba). Medardo Maturana Largacha, alias 'El Negro Tomás' cabecilla del frente 18 se dirigió con 300 hombres a Juan José, mientras Joverman Sánchez Arroyave alias “El manteco” y El Ñeco, con igual número de irregulares caía sobre Tierradentro.
Quienes primero se enfrentaron con los guerrilleros fueron los miembros de las Autodefensas. Los paramilitares lograron frenar momentáneamente su avance, pero muy pronto la superioridad numérica de la subversión se impuso sobre los hombres de Carlos Castaño. Ya en la cabecera del corregimiento de Juan José, los guerrilleros reunieron a los habitantes del lugar en la plaza principal y asesinaron a dos civiles bajo la sindicación de cooperar con las autodefensas. También se llevaron a dos hombres que luego fueron decapitados a machete.
Simultáneamente, a hora y media de Juan José, en Tierradentro se libraba otra feroz batalla. Las FARC-EP ingresaron en la población y luego de enfrentarse a un reducido grupo de paramilitares, dieron muerte a 14 miembros de las autodefensas, saquearon tiendas, quemaron dos vehículos y cargaron más de 18 mulas con provisiones hurtadas de varias tiendas del lugar. Los cadáveres de los “paras” muertos fueron profanados por los subversivos que también desaparecieron a 4 labriegos a quienes acusaron de colaborar con las ACCU.
Luego de verse rechazados, las autodefensas de Castaño se replegaron hacia la parte de alta de la cordillera y desde allí controlaron los movimientos de las columnas guerrilleras.

### Movilización del Batallón Rifles
El choque entre las autodefensas de Castaño y las guerrillas obligó a que se movilizara una Compañía (la Córdoba) orgánica del Batallón de Infantería No. 31 Rifles, con sede en Caucasia (Antioquia), hacia el río San Jorge, unidad que estaba al mando del teniente coronel Hudson López Hernández. El domingo 20 de junio, solo un día después de la incursión guerrillera, 3 oficiales, 6 suboficiales y 60 soldados voluntarios al mando del Capitán Rojas salieron de Cerro Matoso (Córdoba), con destino a la zona de los combates, movilizándose a bordo de 3 camiones. Llegaron al área sobre la media noche y caminaron entre pantanos y potreros hasta las cuatro de la tarde del día siguiente, cuando decidieron acampar a las afueras del pueblo, sobre la margen derecha del río San Jorge, que se encontraba crecido debido a las fuertes lluvias que durante los últimos días habían caído en la región.
El paso de las tropas hacia la margen izquierda del río, donde se registraban las hostilidades entre guerrilla y autodefensas, era difícil por las condiciones que presentaba la corriente fluvial.
El coronel López, que estaba en el puesto de mando del Batallón, advirtió los peligros que representaba utilizar el río para transportarse y pidió el apoyo de un helicóptero militar MI17 que prestaba sus servicios a la compañía del Oleoducto Central de Colombia (Ocensa S.A.). En principio parecía que se ordenaría el regreso a la base, pero los mandos militares en Montería habían dado la orden de seguir en la búsqueda de los guerrilleros (según la versión del sargento segundo Heriberto Aranguren González).
Al llegar a bordo del helicóptero, el coronel López ordenó el embarque de un primer piquete de 24 soldados y su paso al otro lado del río para asegurar el área. Él se quedaría en el campamento. Sobre las 11:00 de la mañana del martes 22 de junio, la aeronave hizo el primer vuelo, dejó a los militares a cinco kilómetros de la ribera del río, entre dos cerros y regresó por un segundo grupo.

### La Batalla de Juan José
Cerca de las 11:20, cuando el MI17 se aprestaba a dejar en la otra margen del río al otro grupo de soldados, guerrilleros de las FARC-EP que ya habían advertido la presencia de las tropas, atacaron la aeronave. El área no había sido asegurada ni había helicópteros artillados que asistieran desde el aire a las unidades desembarcadas. Por eso el aparato recibió varios impactos de fusil y apenas tuvo tiempo para dejar allí a los 24 militares. En medio del fuego cruzado, la aeronave que no tenía armamento para apoyar a las tropas en tierra, partió nuevamente hacia el sitio donde el coronel tenía su base de operaciones y se encontraba con el resto de sus hombres. Mientras, los 48 soldados desembarcados quedaron en mitad de un nutrido fuego de fusilería, enfrentados a más de 350 guerrilleros. Las tropas estaban en una situación de inferioridad 6 a 1. No obstante, el combate se prolongó hasta aproximadamente las 8:00 o 9:00 de la noche del martes. Bajo el fuego continuo de morteros de 60 mm, granadas de fusil y de mano, fueron cayendo los soldados. Muchos se suicidaron durante el combate antes de caer prisioneros. Eso pese a que un avión fue desplazado al área de los combates, aunque en últimas resultara de poca utilidad. Finalmente, y a pesar de su superioridad numérica, los insurgentes que sufrieron decenas de bajas (por lo menos 19 muertos), lograron copar ambas unidades.
En efecto sobre las horas de la tarde, se perdieron las comunicaciones entre los uniformados atacados y el puesto de mando donde estaba el coronel López. Del segundo pelotón solo el sargento Heriberto Aranguren González y 4 soldados regulares sobrevivieron pero fueron capturados por los subversivos. De la otra unidad desembarcada perecieron 15 de los 24 soldados y 6 quedaron heridos.
En Bogotá, mientras tanto, los altos mandos solo fueron informados de los hechos hacia las 9:00 de la noche. Entonces cientos de tropas fueron desplazadas al área, donde el control del corregimiento Juan José fue retomado el 23 de junio. Las operaciones militares fueron reforzadas con aviones de reconocimiento OV10 de la Fuerza Aérea y helicópteros artillados del Ejército Nacional.

## Resultado
El saldo de la batalla por el nudo de Paramillo fue de más de 80 muertos: 35 militares, 8 civiles, 14 paramilitares y no menos de 30 guerrilleros (19 muertos en el combate de Juan José contra el Ejército).

### Militares caídos y heridos
En el bando gubernamental, 1 oficial, 6 suboficiales y 28 soldados voluntarios del Batallón de Infantería Número 31 Rifles, perdieron la vida:
• Subteniente Gustavo Adolfo Vélez Ruiz
• Sargento viceprimero Jair Galvis Uribe, sargento segundo William Vélez Pulido, cabo primero Carlos Abella Pedraza, cabo primero Luis López Ospina, cabo segundo Hider Martínez Méndez, y cabo segundo Juan Castañeda Olivos.
• Soldados Luis Enrique Arrieta Sandoval, Armando Aristérico Ramos, Nafer Arroyo Mora, Wilfer Arrieta Torres, Julio Miguel Arias Mesa, Jhovannys Argumedo Brando, Orlando Franquez Martínez, Edwin Benítez Blanquicet, Ever Antonio Benítez Moreno, Manuel José Vertel Feria, John Jairo Blanco Peñate, Willynson Cabanía Vásquez, Jesús Antonio Cuadros, José Gregorio López Pastrana, Antonio Marcelo Yamid, Manuel Enrique Martínez Blanco, Alexander Martínez González, Tomás Dayro Martínez Peña, Sergio Ricardo Marriaga Padilla, Manuel Montes Fuentes, Elso Manuel Moreno Hernández, Edwin Navarro González, Efrén Enrique Peña González, Aurelio Pérez Contreras, Rafael Antonio Oyola Martínez, Eleazar David Ochoa Martínez, Adnovis Quiñonez Osorio, Wilfredo Asío Martínez.
Resultaron heridos, Andrés Moreno Moreno, Luis Gabriel Arcila Tirado, Víctor Asencio, Víctor Mesa Rivera, Carlos Pascual Acevedo, y Alexander Álvarez Salgado.

### Militares capturados
Adicionalmente, fueron capturados en la emboscada en Puerto Libertador el sargento Heriberto Aranguren y los soldados voluntarios Gerardo Avilés Pastrana, Frank Rafael López Diaz, Domingo Land Sánchez y José Meléndez Villadiego. Los cinco oficiales permanecieron en poder del frente 5 al mando de Luis Carlos Úsuga Higuita "la muerte" encerrados durante dos años en un cajón de madera en el Nudo de Paramillo. En 2001 cuatro de los 5 soldados fueron liberados  por medio del Acuerdo de Los Pozos, junto a otra veintena de militares, policías e infantes de marina secuestrados desde 1998 en otras acciones bélicas realizadas por el Bloque Noroccidental de las FARC-EP ( como en la emboscada de Pavarandó Antioquia, en la Batalla de Tamborales en Riosucio Chocó, y las Tomas guerrilleras de Nariño, Juradó,  y Pueblo Rico Risaralda). Solamente, el sargento Aranguren permaneció capturado dos años más hasta ser entregado al frente 34 al mando de Aicardo de Jesús Agudelo "El Paisa" quien lo mantuvo retenido junto a otros 11 militares hasta abril de 2003 cuando recuperó su libertad en medio del fallido intento de rescate de prisioneros en Urrao (Antioquia), en la que fueron ejecutados el exgobernador de Antioquia Guillermo Gaviria, su asesor de paz, Gilberto Echeverri y 8 militares más. Aranguren fue uno de los tres sobrevivientes de la masacre perpetrada por la guerrilla durante el fallido intento de rescate, gracias a que, según él, pudo esconderse debajo de su cama aunque recibió sendos balazos en la pierna y en su cabeza, lo cual le afectó su capacidad laboral

## Consecuencias
Con el ataque al Nudo de Paramillo, los guerrilleros demostraron su capacidad para golpear la retaguardia de las AUC, en una zona que era considerada como uno de sus cuarteles generales. Sin embargo, a largo plazo las FARC-EP no lograron mantener el control de esa área, y la guerra con las autodefensas se transformó en una sucesión de incursiones de tierra quemada que produjo centenares de muertos entre la población civil, atrapada en el conflicto territorial entre las dos organizaciones armadas al margen de la ley. El coronel López del Ejército Nacional y su estado mayor tuvieron que entregar el mando del Batallón Rifles, debido a las fallas operativas presentadas durante los combates y que costaron el copamiento de 2 pelotones de tropa. La incursión al Nudo de Paramillo marcó el punto culminante de una creciente serie de campañas de tierra arrasada, lanzadas recíprocamente por las unidades de la guerrilla y los paramilitares. El conflicto en la región continuará con nuevos actores.